# Benaguasil
Benaguasil település Spanyolországban, Valencia tartományban. Benaguasil Benisanó, Llíria, Pedralba, La Pobla de Vallbona, Riba-roja de Túria és Vilamarxant községekkel határos. Lakosainak száma 12 336 fő (2024).

## Népesség
A település lakosságának változását az alábbi diagram mutatja:
| Lakosok száma | 9340 | 9618 | 10 374 | 11 011 | 11 298 | 11 015 | 10 960 | 10 988 | 11 568 | 12 336 |
|               | 2001 | 2004 | 2007   | 2009   | 2012   | 2014   | 2017   | 2019   | 2022   | 2024   |